# Códice del Toisón de Oro

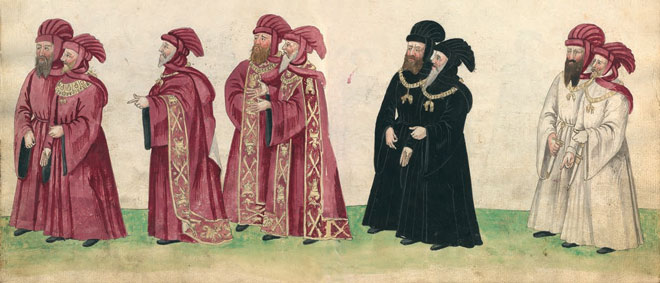
Detalle del Códice.

El Códice del Toisón de Oro es un libro miniado iluminado por el miniaturista flamenco Simon Bening en 1536. Trata de “la gloria y las grandezas” de la Orden del Toisón de Oro y de su linaje mediante una serie de blasones y retratos de personajes relacionados con la orden como Carlos I de España, Felipe III de Borgoña, fundador de la Orden, o Felipe II de España.
Formó parte desde 1916 hasta 2019 del Instituto Valencia de Don Juan, institución a la que fue regalada por la emperatriz Eugenia de Montijo. En 2019 fue adquirido por Patrimonio Nacional para su futura exposición en el Museo de Colecciones Reales.